# Rennes-en-Grenouilles
Rennes-en-Grenouilles é uma comuna francesa na região administrativa da Pays de la Loire, no departamento de Mayenne. Estende-se por uma área de 7,86 km². Em 2010 a comuna tinha 108 habitantes (densidade: 13,7 hab./km²).